# Protodacnusa orientalis
Protodacnusa orientalis är en stekelart som beskrevs av Vladimir Ivanovich Tobias 1998. Protodacnusa orientalis ingår i släktet Protodacnusa och familjen bracksteklar. Inga underarter finns listade i Catalogue of Life.